# Hagenthal-le-Haut
Hagenthal-le-Haut  es una localidad y comuna francesa, situada en el departamento de Alto Rin, en la región  de Alsacia.

## Demografía
| 358 | 365 | 380 | 381 | 428 | 410 |
| Para los censos de 1962 a 1999 la población legal corresponde a la población sin duplicidades (Fuente: INSEE [Consultar]) |     |     |     |     |     |

## Patrimonio artístico y cultural
- capilla de Sainte Catherine, siglo XIX.
- castillo de Eptingen, siglo XVIII.